# Юнкерс, Хуго

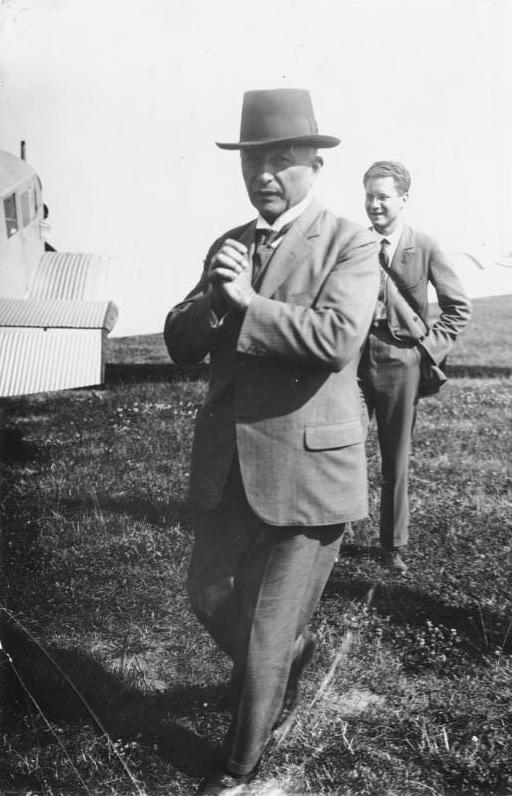
Юнкерс на аэродроме

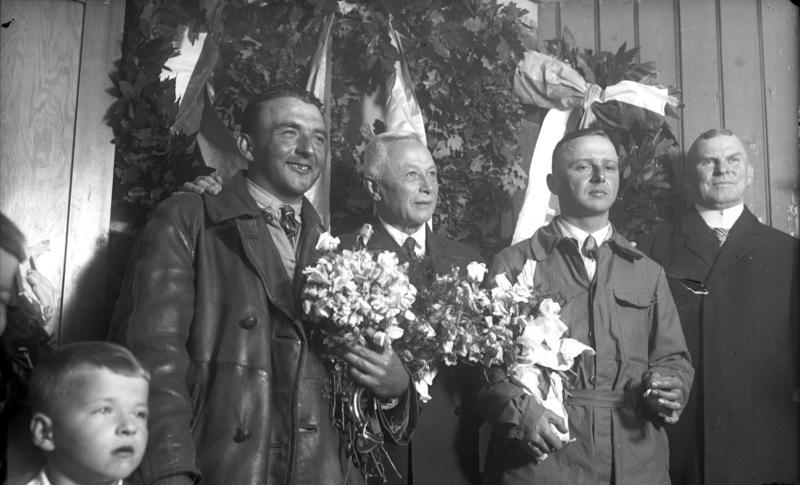
Юнкерс (в центре) с пилотами W 33 Риштикс, Иоганн (слева) и Вильгельмом Циммерманном (справа), отмечающими мировой рекорд беспосадочного полета 65 ч 25 м в Дессау, июль 1928 г.

Ху́го Ю́нкерс (нем. Hugo Junkers; 3 февраля 1859 — 3 февраля 1935) — немецкий инженер, изобретатель и авиаконструктор, профессор. Основатель компании «Junkers & Co», автор ряда изобретений в различных отраслях техники.

## Биография

### Детство и юность
Хуго Юнкерс родился 3 февраля 1859 года в прусском Райдте (ныне часть Мёнхенгладбаха), Рейнская провинция. Он был третьим из семи сыновей в семье Генриха и Луизы Юнкерс. Генрих Юнкерс владел небольшой текстильной компанией, так что семья была достаточно обеспеченной. Мать Хуго умерла, когда ему было десять лет.
В 1867 году Хуго пошёл в начальную школу Рейдта. В 1873 году его отец снова женился.
В 1874 году Хуго окончил школу и в следующем году поступил в ремесленное училище в городе Бармен, которое окончил в 1878 году.

### Зрелые годы
Хуго Юнкерс заложил фундамент фирмы Бош Термотехника, основав в 1895 году в городе Дессау фирму «Junkers & Co.» по производству газовых приборов (с 1992 года в Дессау существует технический музей Хуго Юнкерса).
Хуго Юнкерс стал профессором Ахенской высшей технической школы и получил патент на калорифер — прообраз современной газовой колонки. В 1895 году основал фабрику по производству газовых приборов в Дессау. К 1904 году фабрика выпускает уже 19 моделей приборов. К водонагревателям добавились охладители, а также вентиляционное оборудование.
Хуго Юнкерс получает патенты на различные способы обработки листового металла. В 1911 году Хуго Юнкерс становится лидером по количеству официально зарегистрированных патентов.
В 1915 году появляется первый цельнометаллический самолёт разработки Юнкерса. Дальнейшие разработки моделей самолетов идут в направлении создания универсального самолёта для перевозки грузов и пассажиров — воплощения мечты Юнкерса о том, что гражданская авиация позволит людям быстрее преодолевать расстояния, что улучшит контакты между нациями и снизит напряжённость в мире. В 1925 году предприятие Junkers в союзе с компанией Deutsche Aero Lloyd организовало фирму Lufthansa.

## Изобретения и разработки
- Патент на калорифер — прообраз современной газовой колонки.
- Патенты на различные способы обработки листового металла.
- Разработка первого в мире цельнометаллического самолёта.
- Первый серийный пассажирский самолет Ju 52.